# 羅托蘭特山
羅托蘭特山（英語：Mount Rotolante），是南極洲的山峰，位於沙克爾頓海岸，屬於亞歷山德拉皇后山脈的一部分，海拔高度2,460米，由英國南極名稱諮詢委員會命名，現時由南極條約體系管理。